# Liste der Monuments historiques in Saint-Menoux
Die Liste der Monuments historiques in Saint-Menoux führt die Monuments historiques in der französischen Gemeinde Saint-Menoux auf.

## Liste der Bauwerke
| Bezeichnung                  | Beschreibung | Standort                     | Kennzeichnung | Schutzstatus | Datum | Bild           |
| ---------------------------- | --- | ---------------------------- | ------------- | ------------ | ----- | -------------- |
| Château de Clusors           | Schloss, erbaut im 15./16. Jahrhundert                                                                            | nördlich des Ortes (Lage)    | PA03000048    | Inscrit      | 2012  |                |
| Château de Souys             | Schloss, erbaut im 17. Jahrhundert                                                                                | östlich des Ortes (Lage)     | PA00093279    | Inscrit      | 1952  | weitere Bilder |
| Kirche St-Menoux             | ehemalige Klosterkirche, erbaut ab dem 11. Jahrhundert                                                            | Place de l’Église (Lage)     | PA00093280    | Classé       | 1840  | weitere Bilder |
| Maison des Vertus cardinales | Gebäude des ehemaligen Benediktinerklosters, erbaut 1694; Portal mit Darstellung der Kardinaltugenden im Tympanon | 1 Impasse de la Poste (Lage) | PA03000010    | Inscrit      | 2000  | weitere Bilder |

## Liste der Objekte
Zum Verständnis siehe: Kirchenausstattung
- Monuments historiques (Objekte) in Saint-Menoux in der Base Palissy des französischen Kulturministeriums (französisch)